# Tachtigers
Os Tachtigers , também conhecidos pelo "movimento dos oitentas" , foi um grupo de inovadores e influentes jovens, poetas, escritores, artistas e críticos de arte, pertencentes todos ao mesmo circulo social em Amesterdão, que em finais dos anos de 1880, iniciaram um movimento de renovação artístico na Holanda, que tinha como objectivo recuperar a posição que a cultura holandesa tinha no meio artístico, da década anterior .
O movimento "Tachtigers" ganhou forma em 1885, quando Frank van der Goes e outros intelectuais liberais, fundaram a revista de critica literária "De Nieuwe Gids" focada em tudo o que era novo e anti-convencional na sociedade holandesa, sendo importante na história da cultura do país porque, apesar da critica social ter como base o romantismo e o individualismo, criou as bases para o surgimento do movimento marxista literário holandês .